# The New Superintendent
Pour plus de détails, voir Fiche technique et Distribution.
The New Superintendent un film muet américain réalisé par Francis Boggs sorti en 1911.

## Fiche technique
- Titre : The New Superintendent
- Réalisation : Francis Boggs
- Scénario : Francis Boggs
- Producteur : William Nicholas Selig
- Studio de production : Selig Polyscope Company
- Distribution : General Film Company
- Pays de production : États-Unis
- Format : Noir et blanc - 1,37:1 - Format 35 mm
- Langue : film muet intertitres anglais
- Genre : Comédie
- Date de sortie : États-Unis 16 novembre 1911

## Distribution
- Herbert Rawlinson
- Tom Santschi
- Fred Huntley
- George Hernandez
- Nick Cogley
- Edward H. Philbrook
- Major J.A. McGuire
- Frank Opperman
- Iva Shepard
- Elaine Davis
- Jane Keckley
- Hoot Gibson